# Saint-Senier-sous-Avranches
Saint-Senier-sous-Avranches település Franciaországban, Manche megyében. Lakosainak száma 1426 fő (2022. január 1.). Saint-Senier-sous-Avranches Ponts, Avranches, La Godefroy, Saint-Brice, Saint-Loup, Saint-Ovin és Tirepied-sur-Sée községekkel határos.

## Népesség
A település népessége az elmúlt években az alábbi módon változott:
| Lakosok száma | 391  | 948  | 981  | 1158 | 1339 | 1377 | 1417 | 1420 | 1436 | 1426 |
|               | 1968 | 1982 | 1990 | 2006 | 2013 | 2015 | 2017 | 2019 | 2020 | 2022 |